# Jim Gilmore
James Stuart Gilmore III (nacido el 6 de octubre de 1949) es un político estadounidense y abogado, que fue el 68 ° gobernador de Virginia de 1998 a 2002 y presidente del Comité Nacional Republicano en 2001.
Nativo de Virginia, Gilmore se graduó de Licenciado en Artes y un Juris Doctor de la Universidad de Virginia, y luego sirvió en el Ejército de los Estados Unidos como agente de contrainteligencia. Más tarde fue elegido para un cargo público como fiscal del condado, como fiscal general de Virginia y como Gobernador de Virginia.
Gilmore fue candidato a la nominación republicana para presidente de los Estados Unidos en las elecciones de 2008 y 2016.